# Liste von Konferenzen der Alliierten während des Zweiten Weltkriegs
Diese Liste nennt kurz wichtige Fakten von Konferenzen der Alliierten (der Anti-Hitler-Koalition; insbesondere  USA, Sowjetunion und Großbritannien, ab Februar 1945 auch Frankreich), die während des Zweiten Weltkriegs zur Bekämpfung des Deutschen Reichs und seiner Verbündeten (der Achsenmächte) stattgefunden haben (dazu den Zeitraum, den Teilnehmerkreis und Ergebnisse bzw. diskutierte Themen). Die Liste ist nicht vollständig.
| Name                            | Code              | Ort                                          | Zeitraum                              | Wichtigste Teilnehmer                                                                                  | Ergebnisse bzw. diskutierte Themen |
| ------------------------------- | ----------------- | -------------------------------------------- | ------------------------------------- | --- | --- |
| U.S.–Britische Stabskonferenz   | ABC-1             | Washington, D.C.                             | 29. Januar bis 29. März 1941          | Britische und US-amerikanische Stabsoffiziere                                                          | Strategiepapier auf Generalstabsebene, insbesondere mit Germany first |
| Erste Interalliierte Konferenz  |                   | London, St. James’ Palace                    | 12. Juni 1941                         | Vertreter von 14 Regierungen (teilweise Exil)                                                          | Erklärung von St. James zum gemeinsamen Kampf gegen Deutschland und Italien und den Friedenszielen.                                                                                             |
| Atlantikkonferenz               |                   | Placentia Bay, Neufundland (Prince of Wales) | 9. bis 12. August 1941                | Churchill, Roosevelt                                                                                   | Festlegung der gemeinsamen Grundsätze ihrer internationalen Politik in der Atlantik-Charta |
| Erste Konferenz von Moskau      |                   | Moskau                                       | 29. September bis 1. Oktober 1941     | Stalin, US-Gesandter Harriman, UK-Gesandter Beaverbrook                                                | Zusage amerikanischer Hilfslieferungen im Moskauer Protokoll vom 2. Oktober 1941 |
| Erste Konferenz von Washington  | ARCADIA           | Washington, D.C.                             | 22. Dezember 1941 bis 14. Januar 1942 | Churchill, Roosevelt                                                                                   | Deklaration der Vereinten Nationen durch die Anti-Hitler-Koalition; multinationale Oberkommandos (Combined Chiefs of Staff und ABDACOM) und kriegswirtschaftliche Zusammenarbeit; Germany first |
| Zweite Interalliierte Konferenz |                   | London, St. James Palace                     | 13. Jan. 1942                         | 9 Exilregierungen; SU und angelsächsische Vertreter als Beobachter                                     | Erklärung von St. James zur Verfolgung von Kriegsverbrechen |
| Zweite Konferenz von Washington |                   | Washington, D.C.                             | 19. bis 25. Juni 1942                 | Churchill, Roosevelt                                                                                   | Handlungsoptionen für das Kriegsjahr 1942, speziell Operation Gymnast |
| Zweite Konferenz von Moskau     | BRACELET          | Moskau                                       | 12. bis 17. August 1942               | Churchill, Stalin, Harriman                                                                            | Absage von Operationen über den Kanal für 1942, Vorstellung des Projektes Gymnast/Torch |
| Casablanca-Konferenz            | SYMBOL            | Casablanca                                   | 14. bis 24. Januar 1943               | Churchill, Roosevelt, Combined Chiefs of Staff (CCS)                                                   | Aufstellung der Forderung nach bedingungsloser Kapitulation der Achsenmächte; Beschluss zur Einleitung der Combined Bomber Offensive                                                            |
| Dritte Konferenz von Washington | TRIDENT           | Washington, D.C.                             | 12. bis 27. Mai 1943                  | Churchill, Roosevelt                                                                                   | |
| Erste Konferenz von Québec      | QUADRANT          | Québec                                       | 14. bis 24. August 1943               | Churchill, Roosevelt, William Lyon Mackenzie King                                                      | u. a. Québec Agreement (britische Teilnahme am Manhattan-Projekt) |
| Dritte Konferenz von Moskau     |                   | Moskau                                       | 19. Oktober bis 1. November 1943      | Außenminister Hull, Eden und Molotow                                                                   | Moskauer Deklaration |
| UNRRA-Konferenz                 |                   | Washington, D.C.                             | 9. Nov. 1943                          | Vertreter von 44 Staaten                                                                               | Gründung der United Nations Relief and Rehabilitation Administration (UNRRA) |
| Erste Kairo-Konferenz           | SEXTANT           | Kairo                                        | 22. bis 26. November 1943             | Churchill, Roosevelt, Chiang Kai-shek                                                                  | Kairoer Erklärung |
| Teheran-Konferenz               | EUREKA            | Teheran                                      | 28. November bis 1. Dezember 1943     | Churchill, Roosevelt, Stalin                                                                           | Sowjetisch-polnische Grenze auf Curzon-Linie festgelegt |
| Zweite Kairo-Konferenz          |                   | Kairo                                        | 4. bis 6. Dezember 1943               | Churchill, Roosevelt, İsmet İnönü                                                                      | Türkei bleibt neutral, Rückeroberungspläne für Burma verschoben |
| Konferenz von Bretton Woods     |                   | Bretton Woods                                | 1. bis 22. Juli 1944                  | Vertreter von 44 Staaten                                                                               | Bretton-Woods-System, Internationale Bank für Wiederaufbau und Entwicklung, Internationaler Währungsfonds                                                                                       |
| Konferenz von Dumbarton Oaks    |                   | Dumbarton Oaks                               | 21. August bis 7. Oktober 1944        | Vertreter der Vereinigten Staaten, des Vereinigten Königreichs, der Sowjetunion und der Republik China | Erster Entwurf für die Charta der Vereinten Nationen |
| Zweite Québec-Konferenz         | OCTAGON           | Québec                                       | 12. bis 16. September 1944            | Churchill, Roosevelt, William Lyon Mackenzie King, CCS                                                 | Alliierte Besatzungszonen im besiegten Deutschland festgelegt, Morgenthau-Plan |
| Vierte Konferenz von Moskau     | TOLSTOY           | Moskau                                       | 9. bis 20. Oktober 1944               | Churchill, Stalin, Eden, Molotow, US-Botschafter Harriman                                              | Diskussion über die Zukunft Polens und der Länder Ostmittel- und Südosteuropas |
| Konferenz von Malta             | ARGONAUT, CRICKET | Malta                                        | 30. Januar bis 2. Februar 1945        | Churchill, Roosevelt, Eden, Stettinius, CCS                                                            | |
| Konferenz von Jalta             | ARGONAUT, MAGNETO | Jalta                                        | 4. bis 11. Februar 1945               | Churchill, Roosevelt, Stalin                                                                           | Aufteilung Deutschlands, die Machtverteilung in Europa nach dem Ende des Krieges und der Krieg gegen das Japanische Kaiserreich                                                                 |
| Konferenz von San Francisco     |                   | San Francisco                                | 25. April bis 26. Juni 1945           | Vertreter von 50 Staaten                                                                               | Unterzeichnung der Charta der Vereinten Nationen am 26. Juni 1945 durch die teilnehmenden Staaten                                                                                               |
| Potsdamer Konferenz             | TERMINAL          | Potsdam                                      | 17. Juli bis 2. August 1945           | Churchill (ab 28. Juli Attlee), Truman, Stalin, Eden (ab 28. Juli Bevin), Byrnes, Molotow              | Potsdamer Erklärung, Potsdamer Abkommen |